# Octava
Una octava es un intervalo de ocho grados entre dos notas de la escala musical. 
Existen diferentes tipos de octavas:
- Octavas disminuidas: se producen cuando hay cinco tonos y un semitono de distancia entre las dos notas.
  - Las octavas disminuidas tienen la misma longitud tonal que las séptimas mayores.

- Octavas justas: se producen cuando hay seis tonos de distancia entre las dos notas.
  - Las octavas justas tienen la misma longitud tonal que las séptimas aumentadas.

- Octavas aumentadas: se producen cuando hay seis tonos y un semitono de distancia entre las dos notas.

Si un intervalo de sexta es invertido se convierte en uno de tercera.
En música, una octava es el intervalo que separa dos sonidos cuyas frecuencias fundamentales tienen una relación de dos a uno.
Ejemplo de octava: el la4 (A5 en inglés) de 880 Hz está una octava por encima respecto a la3 (A4) de 440 Hz.
También se denomina octava al rango de frecuencias entre dos notas que están separadas por una relación 2:1. La diferencia con la definición anterior es que aquí se habla de octava como una región y no como una distancia. Por ejemplo, se dice que el re que está una novena por encima del do, está dentro de la «siguiente octava».
El nombre de octava obedece al hecho de que la escala occidental recorre esta distancia después de siete pasos desiguales de tono y semitono. Como los intervalos se cuantifican por una cifra que expresa el número de notas que comprende, incluidas las dos notas de los extremos, este intervalo se denomina octava (por ejemplo do-re-mi-fa-sol-la-si-do).
Debe aclararse que cuando se cuenta en la manera en que se hace en los intervalos, es utilizando numeración ordinal (de orden) comenzando por 1.º y siguiendo 2.º, 3.º, etc., a diferencia de la numeración cardinal que habitualmente se utiliza en otros ámbitos, en la que se arranca del valor cero.

## Cálculo de octavas
El número de octavas entre dos frecuencias puede calcularse mediante el uso de logaritmos en base 2.
Así, por ejemplo, si el rango de frecuencias audibles por el oído humano es de 20 Hz a 20.000 Hz, el número de octavas que abarca este rango es de
{\displaystyle \log _{2}\left({\frac {20.000}{20}}\right)=9,965{\text{ octavas}}}

## Octava teórica y octava real
Es muy  importante recalcar que el intervalo musical de octava no siempre tiene una relación de frecuencias de 2:1 como la octava "teórica". En la afinación del piano, por ejemplo, las octavas que se alejan de la zona central del teclado son algo más amplias para compensar la falta de linealidad del oído humano respecto de la percepción de intervalos musicales, en regiones muy agudas o muy graves de la tesitura de estos instrumentos, y para compensar también la inarmonicidad del timbre del piano, en el que las cuerdas son muy gruesas en relación con su longitud y por tanto los parciales de su sonido no guardan una relación armónica perfecta. La consecuencia de todo ello es que las notas agudas del piano se perciben algo más bajas (graves) de lo esperado si se afinan como octavas perfectas a partir de la referencia central. Lo mismo puede decirse (en sentido opuesto) de las notas más graves, que han de afinarse algo más bajas (graves) para conseguir octavas "musicalmente correctas". El afinador de pianos debe utilizar octavas ligeramente ampliadas hacia la derecha del teclado y más ampliadas aún hacia la izquierda, en un piano de cola. En el piano vertical, las octavas se deben ampliar aún más, pues las cuerdas son más cortas en proporción y su sonido es más inarmónico.
Esto hace que las tablas que dan la frecuencia de cada nota en el sistema temperado, sólo se correspondan con las frecuencias reales de las cuerdas del piano en la parte central del teclado.
En el estudio del sonido, igualmente que en el musical, es el intervalo que separa a dos frecuencias y cuyos valores tienen una relación de uno a dos.
Esta medida se usa mucho en instrumentos de control y medida en el audio profesional.
Tanto la octava como sus múltiplos (1/3 de octava, 1/4 de octava, 1/8 de octava, etc.) se usan habitualmente para señalar frecuencias representativas del espectro que puede oír el oído humano.

## Notación

Ejemplos de notación octavada.

Para escribir una octava específica se suele indicar mediante la adición de un número después del nombre de la nota. De este modo, el do central es denominado do4 (usando el índice acústico científico; do3 en el sistema franco-belga), que coincide con ser la cuarta tecla do (contando desde la izquierda) en un teclado de piano estándar de 88 teclas. Por su parte, el do que está por encima del anterior es llamado do5.
La notación octavada puede darse en las siguientes modalidades:
- Ottava alta: representada como 8.ª, que aparece en ocasiones en las partituras para indicar que "se toca el pasaje señalado una octava más alto de lo que está escrito" (all'ottava, "a la octava").
- Ottava bassa: representada como 8vb, que sirve para decirle al músico que interprete un pasaje una octava más baja.

|             |
| Ottava alta |

|              |
| Ottava bassa |

|                   |
| Quindicesima alta |

|                    |
| Quindicesima bassa |

Estas indicaciones de notación octavada se cancelan mediante el término italiano «loco» escrito por encima del pentagrama.